# Dipterocarpus turbinatus
Espèce
Classification phylogénétique
Statut de conservation UICN

 VU  : Vulnérable
Dipterocarpus  turbinatus est un grand arbre sempervirent d'Asie du Sud-Est, appartenant à la famille des Diptérocarpacées.

## Répartition
Forêts mixtes du Bangladesh, Inde (Îles Andaman, Arunachal Pradesh, Assam, Manipur, Meghalaya, Tripura)  ; Cambodge ; Laos ; Myanmar ; Thaïlande ; Viet Nam.

## Préservation
En danger critique d'extinction du fait de la déforestation et de l'exploitation forestière. Quelques populations sont protégées dans des réserves.